# Marea (sous-marin)
Pour les articles homonymes, voir Marea.
Le Marea est un sous-marin de la classe Tritone série I, en service dans la Regia Marina lancé pendant la Seconde Guerre mondiale.

## Caractéristiques
La classe Tritone déplaçait 866 tonnes en surface et 1 068 tonnes en immersion. Les sous-marins mesuraient 63,15 mètres de long, avaient une largeur de 46,98 mètres et un tirant d'eau de 4,87 mètres. Ils avaient une profondeur de plongée opérationnelle de 130 mètres. Leur équipage comptait 6 officiers et 44 sous-officiers et marins. 
Pour la navigation de surface, les sous-marins étaient propulsés par deux moteurs diesel FIAT de 1 200 chevaux-vapeur (cv) (883 kW) chacun  entraînant deux arbres d'hélices. En immersion, chaque hélice était entraînée par un moteur électrique  CDRA de 400 chevaux-vapeur (294 kW). Ils pouvaient atteindre 16 nœuds (29,6 km/h) en surface et 8 nœuds (14,8 km/h) sous l'eau. En surface, la classe Tritone Série I avait une autonomie de 13 000 milles nautiques (24 076 km) à 8,5 noeuds (15,7 km/h); en immersion, elle avait une autonomie de 74,5 milles nautiques (138 km) à 4 noeuds (7,4 km/h).
Les sous-marins étaient armés de six tubes lance-torpilles (4 à l'avant et 2 à l'arrière) de 53,3 centimètres. Pour les combats en surface, ils étaient équipés de 1 canon de 100/47 mm et de 4 mitrailleuses Breda Model 1931 de 13,2 mm sur deux tambours rétractables.

## Construction et mise en service
Le Marea est construit par le chantier naval Cantieri Riuniti dell'Adriatico (CRDA) de Monfalcone en Italie, et mis sur cale le 1er décembre 1941. Il est lancé le 10 décembre 1942 et est achevé et mis en service le 7 mai 1943. Il est commissionné le même jour dans la Regia Marina.

## Historique

### Activité de guerre
Construit au chantier naval de Monfalcone, le Marea voit ses hélices à pas constant remplacées par des hélices à pas variable, en raison de divers dysfonctionnements de ces premières.
Après sa formation, qui s'est déroulée dans le nord de l'Adriatique, il rejoint Naples le 1er août 1943 sous le commandement du sous-lieutenant de vaisseau (sottotenente di vascello) Attilio Russo.
Le 3 septembre, il prend la mer pour s'opposer au débarquement allié qui se prépare (du moins le croyait-on) en Calabre, mais il doit rentrer au port peu après, n'ayant trouvé aucun navire ennemi.
Le 7 septembre, il est à nouveau envoyé dans la partie inférieure de la mer Tyrrhénienne dans le cadre du " plan Zeta ", qui prévoyait l'utilisation de la flotte restante de sous-marins contre le débarquement allié ; le lendemain, cependant, après l'annonce de l'armistice, il se dirige vers Bona où il se rend aux Alliés,.
Jusqu'à l'armistice du 8 septembre (Armistice de Cassibile), il a accompli au total 2 missions offensives et 5 missions de transfert, pour un total de 2 060 milles nautiques (3 814 km) de navigation en surface et 284 milles nautiques (526 km) sous l'eau.
Il est ensuite transféré à Malte (le 16 septembre 1943, avec cinq autres sous-marins, escorté par le destroyer HMS Isis (D87)), à Tarente (le 6 octobre 1943, avec cinq autres sous-marins, dont son navire-jumeau (sister ship) Vortice, et diverses autres unités) et enfin à Brindisi.
Pendant la cobelligérance, il a effectué deux missions spéciales (du 3 au 9 novembre et du 23 au 29 décembre 1943) en débarquant des espions près de Cortellazzo,.
De février 1944 à mai 1945, il est employé aux Bermudes, puis à la base navale de sous-marins de New London à Groton (Connecticut) pour des exercices anti-sous-marins alliés, effectuant 139 missions de ce type,.

### Le traité de paix et la cession à l'Union soviétique
A la fin du conflit, selon les clauses du traité de paix, le sous-marin est attribué à l'Union soviétique qui en obtient une copie ostensible et est désarmé le 1er février 1948 en attendant la livraison aux Soviétiques qui a lieu en février de l'année suivante à Vlora. Pour tous les navires attribués aux Soviétiques, la livraison aurait dû avoir lieu dans le port d'Odessa, à l'exception du cuirassé Giulio Cesare et des deux sous-marins Nichelio et Marea, dont la livraison était prévue dans le port albanais de Valona, puisque la convention de Montreux ne permettait pas le passage par les Dardanelles de cuirassés et de sous-marins appartenant à des États enclavés dans la mer Noire. Les trois unités quittent Augusta avec des équipages de la marine marchande sous les noms provisoires de Z 11 (Cesare), Z 13 (Marea) et Z 14 (Nichelio). A Vlora a lieu immédiatement le transfert temporaire à la commission soviétique, dirigée par le contre-amiral Levčenko, puis le 6 février 1949 est officialisé le transfert du cuirassé et le lendemain, 7 février, celui des deux sous-marins.
Le Marea est rebaptisé I-41 et part le 15 février, avec les deux autres unités, pour sa nouvelle base de Sébastopol, où il arrive le 26 février. Le 16 juin 1949, il est rebaptisé S-32 et effectue des missions d'entraînement pour la flotte soviétique de la mer Noire jusqu'au 17 février 1956. Il a été désaffecté le 27 décembre de la même année, pour être ensuite déclassé et démoli au début des années 1960.